# Смарт, Кристофер
Кри́стофер Смарт (англ. Christopher Smart; 11 апреля 1722 — 21 мая 1771) — английский поэт. Известен поэмами «Песнь Давиду» (англ. A Song to David) и «Возвеселитесь во Агнце» (лат. Jubilate Agno), частично написанными во время заключения в сумасшедшем доме.

## Биография
Кристофер Смарт родился в селении Шипборн (графство Кент) в семье управляющего поместьями. Обучался в Кембриджском университете, где обратил на себя внимание латинскими стихами
и переводами античных авторов, неоднократно удостаивался премий на поэтических состязаниях; окончив университет, исполнял в нем различные преподавательские и административные должности. При этом он вёл беспорядочный образ жизни, погряз в долгах, в 1747 году ненадолго был арестован по требованию кредиторов. В 1752 году Смарт переселился в Лондон, где сотрудничал в газетах и журналах, пробовал себя в комедийной драматургии, в 1756 году выпустил книгу прозаических переложений од Горация.
Около 1751 года у Смарта началось душевное расстройство, со временем переросшее в религиозную одержимость. По сообщениям современников, он постоянно молился в полный голос, падал на колени и воздевал руки к небу в людных местах, требуя, чтобы остальные следовали его примеру. После многочисленных жалоб Смарт был посажен в лондонскую больницу Святого Луки (сумасшедший дом), где содержался с небольшим перерывом с 1756 по 1763 год. Старший друг и покровитель Смарта Сэмюэль Джонсон, навещавший поэта во время заключения, неоднократно требовал его освобождения; ему принадлежит высказывание: «Большее безумство — вовсе не молиться, чем молиться так, как это делал Смарт».
В сумасшедшем доме Смарт создал произведения, принесшие ему посмертную славу, — поэмы «Песнь Давиду» и «Возвеселитесь в Агнце». После выхода на свободу он жил в большой нужде, в 1770 году был вновь арестован за долги и скончался в нищете и полузабвении.
Поэзия Смарта была заново открыта Робертом Браунингом, приложившим огромные усилия к её популяризации и заодно создавшим романтическую легенду о Смарте — «гениальном безумце». Данте Габриэль Россетти называл «Песнь Давиду» «самым совершенным стихотворением, написанным на английском языке в XVIII веке». В XX веке стихи Смарта, получив высокую оценку У. Б. Йейтса, вошли в золотой фонд английской поэзии. Поэма «Jubilate Agno» легла в основу праздничной кантаты Бенджамина Бриттена «Возвеселитесь в Агнце» (Rejoice in the lamb, 1943).

## Творчество
Смарту принадлежит обширное стихотворное наследие, большую часть которого составляют стихи религиозного и сатирического содержания. Самым знаменитым его творением считается «Песнь Давиду», написанная около 1763 года. В ней похвала Библейскому царю-поэту перерастает в проникновенный гимн Богу и созданному Им миру, в котором всё достойно воспевания и восхваления, а сам поэт становится новым Адамом, благоговеющим перед красотой мироздания. Поэма Jubilate Agno сохранилась во фрагментах; полностью они были изданы только в 1954 году. В ней поэт называет себя «летописцем Божьим, писцом-евангелистом» и стремится дать поэтическое описание всем существующим в мире вещам. Наибольшей известностью пользуется отрывок, посвящённый коту Смарта по имени Джеффри, где автор возвышенным стилем, близким к богослужебному, перечисляет его достоинства.

## Смарт в России
В России имя Смарта до начала XXI века оставалось совершенно неизвестным. Положение изменилось с появлением переводов Е. В. Витковского («Песнь Давиду», 2001), Г. М. Кружкова (избранные фрагменты Jubilate Agno, 2002) и С.Печкина (Jubilate Agno с комментариями, 2005).